# Victor Fet
Victor Fet (abreviado Fet, (transliteración de Виктор Фет) (1955) es un aracnólogo estadounidense de origen ruso.

## Biografía
Formado en la Universidad Estatal de Novosibirsk, se diploma en el Instituto de zoología de la Academia de Ciencias de Rusia de San Petersburgo en 1984. Emigró en 1988 a los Estados Unidos. Trabajó en la Universidad Marshall de Huntington en Virginia Occidental.
Es un especialista en escorpiones.
Es un poeta aficionado que ha escrito poesía tanto en ruso como en inglés.

## Algunas publicaciones
- victor Fet, khabibulla Atamuradov (eds.) 2012. Biogeography and Ecology of Turkmenistan. Monographiae Biologicae 72. Ed. ilustrada de Springer Netherlands, 653 pp. ISBN 9401044872, ISBN 9789401044875

- -------------, gary a. Polis, paul Selden, john e. Dalingwater. 2001. Scorpions 2001: in memoriam Gary A. Polis. Ed. ilustrada

de British Arachnological Soc. 404 pp. ISBN 0950009334, ISBN 9780950009339

## Honores

### Taxones eponímicos
- Grosphus feti Lourenço, 1996
- Scorpiops feti Kovařík, 2000
- Alayotityus feti Teruel, 2004
- Orthochirus feti Kovařík, 2004
- Vaejovis feti Graham, 2007

## Algunos taxones descritos
- Calchas birulai Fet, Soleglad & Kovařík, 2009
- Calchas gruberi Fet, Soleglad & Kovařík, 2009
- Compsobuthus persicus Navidpour, Soleglad, Fet & Kovařík, 2008
- Deltshevia Marusik & Fet, 2009
- Deltshevia danovi Marusik & Fet, 2009
- Deltshevia gromovi Marusik & Fet, 2009
- Duninia Marusik & Fet, 2009
- Duninia baehrae Marusik & Fet, 2009
- Duninia rheimsae Marusik & Fet, 2009
- Euscorpius beroni Fet, 2000
- Franckeus Soleglad & Fet, 2005
- Hersiliola esyunini Marusik & Fet, 2009
- Hersiliola foordi Marusik & Fet, 2009
- Hersiliola lindbergi Marusik & Fet, 2009
- Hersiliola sternbergsi Marusik & Fet, 2009
- Hoffmannihadrurus Fet & Soleglad in Fet, Soleglad, Neff & Stathi, 2004
- Hoffmannius Soleglad & Fet, 2008
- Kochius Soleglad & Fet, 2008
- Neochactas Soleglad & Fet, 2003
- Ovtsharenkoia Marusik & Fet, 2009
- Pectinibuthus Fet in Orlov & Vasilyev, 1984
- Pectinibuthus birulai Fet in Orlov & Vasilyev, 1984
- Polisius Fet, Capes & Sissom, 2001
- Polisius persicus Fet, Capes & Sissom, 2001
- Raveniola kopetdaghensis (Fet, 1984)
- Stahnkeus Soleglad & Fet, 2006
- Thorellius Soleglad & Fet, 2008
- Wernerius Soleglad & Fet, 2008